# Idioma wirangu
El idioma wirangu, también escrito wirrongu, wirrung, wirrunga y wirangga, y también conocido por otros exónimo s, es un moribundo idioma aborigen australiano hablado tradicionalmente por el pueblo wirangu, que vive en la costa oeste de Australia Meridional en una región que abarca la moderna Ceduna y la Streaky Bay, extendiéndose hacia el oeste aproximadamente hasta la cabeza de la Gran Bahía Australiana y hacia el este hasta el Lago Gairdner . Es un idioma del grupo Thura-Yura (Lenguas thura-yura) y algunas fuentes más antiguas lo colocaron en un subgrupo llamado Nangga.

## Clasificación e influencias
El idioma Wirangu está más estrechamente relacionado con las grupo thura-yura de lenguas aborígenes australianas, que se hablan desde la costa oeste hasta el área de Adelaide y al norte de la Flinders Ranges  y Lago Eyre. Los parientes más conocidos de Wirangu son los idiomas Nauo, Adnyamathanha–Kuyani, Barngarla, Narangga, Kaurna, Nukunu, Ngadjuri.
Debido a los intensos contactos culturales en la mitad sur de Australia del Sur, que trajeron dislocación y cambio cultural, los estilos de vida tradicionales y las formas tradicionales de hablar declinaron durante los siglos XIX y XX. En el caso de Wirangu, el establecimiento de la Misión Koonibba en 1898 trajo un contacto intenso con otros idiomas, en particular el Lengua kokatha. Como la mayoría de las lenguas aborígenes australianas, las dos lenguas comparten un ancestro común en las lenguas pama-ñunganas, pero mientras Wirangu es una lengua Thura-Yura, Kokatha se define como una  dioma Wati. Los idiomas vecinos a menudo toman prestadas palabras entre sí, y los nuevos e intensos contactos en Koonibba dieron lugar a una afluencia significativa de palabras en kokatha que se han convertido en parte del Wirangu actual.

## Revitalizacion del lenguaje
Aunque quedan muy pocos hablantes de Wirangu con total fluidez, muchos aborígenes en el área de Ceduna recuerdan partes del idioma.
[cita requerida]
Un programa de revitalización del idioma Wirangu ha estado en marcha en Ceduna y sus alrededores desde 2004. Esto ha involucrado la grabación del idioma Wirangu de los dos últimos hablantes completos reconocidos del idioma, Gladys y Doreen Miller. Con la ayuda de lingüistas de la Universidad de Adelaida, se han producido varios libros impresos y digitales para uso en las escuelas y en la comunidad en general. En 2005 se estableció en Ceduna el Centro de Idiomas Far West. El centro apoya y promueve el uso del idioma Wirangu, así como de otros idiomas locales en grave peligro de extinción, como el gugada/kokatha y el idioma mirning.

## Fonología

### Vocales
Wirangu tiene tres vocales fonémicas (a, i, u). La longitud de las vocales generalmente no se considera fonémica en Wirangu, ya que la longitud de las vocales suele ser corta, aunque es predecible que sea larga en todas las palabras monosilábicas (Wirangu 'ma' [ma:], 'wa' [wa:], 'mil' [mi: l], etc.), préstamos de otros idiomas ('maatha' [ma:t̪a] <inglés "master") y casos de pérdida de consonantes iniciales a través de límites fonológicos ('marna' + '(k)artu' = 'marnaartu ' [maɳa:ʈu]).
|         | Anterior | Posterior |
| ------- | -------- | --------- |
| Cerrada | i        | u         |
| Abierta | a        | a         |

### Consonantes
El inventario de fonemas consonánticos de Wirangu es muy similar al de muchas otras lenguas pama-ñunganas, con seis series de oclusivas y nasales. La sonorización no es fonémica en la serie de oclusivas Wirangu, y muchas oclusivas son sordas o semisonoras. Wirangu también tiene dos róticas, un colgajo/trino alveolar y un sonido más rótico retroflejo.
|             |             | Periférica | Periférica | Laminal  | Laminal    | Apical | Apical |
| Labial      | Velar       | Dental     | Palatal    | Alveolar | Retrofleja |        |        |
| ----------- | ----------- | ---------- | ---------- | -------- | ---------- | ------ | ------ |
| Oclusiva    | Oclusiva    | p          | k          | t̪        | c          | t      | ʈ      |
| Nasal       | Nasal       | m          | ŋ          | n̪        | ɲ          | n      | ɳ      |
| Lateral     | Lateral     |            |            | l̪        | ʎ          | l      | ɭ      |
| Bibrante    | Bibrante    |            |            |          |            | r      |        |
| Aproximante | Aproximante | w          | w          | j        |            |        | ɻ      |